# МихоМайдан
Михомайдан (укр. Міхомайдан) — кампания широкомасштабных акций протеста по всей Украине, устроенных сторонниками украинского оппозиционного политика Михаила Саакашвили в период с октября 2017 по март 2018.

## Предыстория
Бывший президент Грузии Михаил Саакашвили во время пребывания в политическом пространстве Украины и, в частности, на должности главы Одесской ОГА, был неоднократно обвинен в популистских методах управления с целью увеличения собственного политического рейтинга. Находясь на посту главы Одесской ОГА, неоднократно выступал с жёсткой критикой действующего правительства Украины, и в особенности — министра внутренних дел Арсена Авакова. После ухода с этой должности окончательно ушёл в оппозицию и объявил о стремлении создать политическую силу, которая бы имела целью перезагрузки власти и смены правящих элит. 19 ноября 2016 года Саакашвили объявил о начале формирования новой партии под названием «Движение новых сил».
В феврале 2017 года группа оппозиционных народных депутатов при поддержке различных общественных организаций заявили, что на Донбассе идет «торговля на крови» и начали блокаду транспортных путей. На оккупированных территориях Донбасса работали крупные предприятия, входившие главным образом в орбиту олигарха Рината Ахметова. Они отгружали продукцию на подконтрольные территории, которая доставлялась по железной дороге и на грузовых автомобилях. Основными инициаторами блокады стали депутаты Семён Семенченко, Владимир Парасюк и Егор Соболев. Их поддержали партии «Самопомощь», «Свобода» и «Батькивщина». Позже именно эти политики и партии станут союзниками Саакашвили и основой для осенних протестов против Порошенко.
В конце июля 2017 года Саакашвили лишили украинского гражданства на основании ложных данных указанных в анкете. В документах, которые заполнял Саакашвили, было указано, что он не находится под следствием в Украине или за её пределами, когда на самом деле был заочно арестован на территории Грузии. В тот момент Саакашвили находился в США. С этого момента он являлся лицом без гражданства. Саакашвили заявил, что обязательно вернётся в Украину с целью добиться отставки Правительства и импичмента Президента.
10 сентября 2017 года Саакашвили удалось при помощи сторонников (в частности, бойцов батальона «Донбасс») вернуться на территорию Украины, прорвав оцепление на польско-украинской границе.

## Требования участников
- Принятие законопроекта № 1068-2 для смены избирательной системы.
- Принятие законопроекта № 6773 для ограничения депутатской неприкосновенности.
- Создание антикоррупционных судов.

## Ход протестов

### Октябрь 2017
Акция протеста возле ВРУ началась в 9.30 17 октября 2017 года. Организаторы заявили, что имели целью провести митинги, чтобы побудить депутатов принять ряд законопроектов и ускорить судебную реформу. Во время проведения акции произошли столкновения с правоохранителями, впоследствии вблизи с участием отдельных оппозиционных нардепов был построен палаточный городок. Акция была объявлена бессрочной. В результате столкновений пострадал один полицейский и трое участников акции. Нардеп Владимир Парасюк ударил ногой экс-министра обороны Украины, начальника Управления государственной охраны Валерия Гелетея, обвинив его в больших потерях ВСУ в боях за Иловайск в 2014 году.
18 октября на акциях протеста собралось 700 человек. В результате столкновений с правоохранителями один протестующий получил ранения, 11 человек были задержаны, однако в тот же день их отпустили. Также на акции протеста явился Михаил Саакашвили. Саакашвили заявил о намерении остаться под Радой до исполнения парламентом заявленных требований. Народный депутат Мустафа Найем поддержал это намерение в своем официальном обращении. В свою очередь Порошенко пообещал встретиться с представителем протестующих Мустафой Найемом.
19 октября оргкомитет акции «Большая политическая реформа» в совместном заявлении объявил о прекращении уличной акции до следующей сессии Верховной рады, отметив, что будут продолжать бороться за выдвигаемые требования собственными методами. Движение новых сил решило продолжить акции протеста на территории Верховной Рады. В тот же день организаторы протеста передали в Администрацию Президента законопроект об антикоррупционном суде.
20 октября полиция предъявила протестующим требование перенести палатки в Мариинский парк. В тот же день бывший народный депутат от Партии регионов Владимир Олейник заявил, что помогает финансировать акции протеста.
21 октября 2017 года участники акции протеста у стен Верховной Рады решили сделать два палаточных лагеря — военный и гражданский. В тот же день правоохранители задержали мужчину с оружием, который направлялся на акцию протеста под Верховной Радой. Тогда же Саакашвили пытался приобщить к требованиям участников акции также и импичмент Президенту, а 22 октября 2017 года созвать вече, однако оно получило характер обычного митинга.
22 октября произошло очередное столкновение между протестующими и правоохранителями. В результате столкновения один полицейский получил ранение.
23 октября полиция заявила, что за все время акций протестов в столкновениях ранены 6 человек, 3 человека задержаны, открыто 3 уголовных производства.
24 октября количество участников акций протестов уменьшилось до 40 человек. Генеральный прокурор Украины Юрий Луценко заявил, что акции протесты под Верховной Радой финансируют из-за границы.
28 октября протестующие заявили, что расширяют свою зону протестов из Киева на регионы и заблокируют предприятия компании Roshen в Виннице, Яготине и Луцке. Свою акцию они назвали «Не покупай Рошен».
30 октября в Яготине на акции протестов пришли 10 человек.
31 октября министр внутренних дел Арсен Аваков распорядился прекратить усиленную охрану Верховной Рады, аргументируя это нерациональным расходованием ресурсов полиции. Позже руководитель полиции Киева Андрей Крищенко дал расширенное объяснение причин такого решения, главной из которых является малая численность митингующих. Зорян Шкиряк, советник министра внутренних дел Арсена Авакова заявил, что на охрану митинга было израсходовано 43 млн гривен.

### Ноябрь 2017
3 ноября на входе в палаточный городок со стороны Верховной Рады участники акции установили металлические заборы и деревянные баррикады. Участник акции Егор Соболев заявил, что конструкции были установлены для защиты палаточного городка от титушек. В тот же день года Высший админсуд Украины открыл производство по иску Михаила Саакашвили к президенту Украины Петру Порошенко из-за указа о лишении его украинского гражданства. Первое заседание назначено 22 ноября на 10 часов.
4 ноября 2017 года Маркиян Галабала заявил, что Саакашвили оплатил штраф в размере 3400 грн за незаконное пересечение государственной границы.
6 ноября в Днепропетровской области, близ села Лозоватка, сотрудники Национальной полиции остановили автобус, который вез активистов на акцию протеста в Киев. Автотранспортное средство имело разбитое лобовое стекло, поэтому представители правоохранительных органов запретили дальнейшее движение автобуса. В результате запрета пассажиры перекрыли трассу «Кривой Рог — Кропивницкий» и потребовали продолжить движение автотранспортного средства. Они заявили, что автобус был поврежден в результате нападения неизвестных на автомобиль.
12 ноября участники акции провели «Марш возмущенных», в котором приняли участие около 500 человек. Они требовали импичмента президента и создания антикоррупционного суда.
17 ноября у Верховной Рады участники акции организовали пресс-конференцию на тему возбуждения уголовных дел, допросов и обысков в семьях ветеранов АТО, участвующих в протестах. Однако пресс-конференция не состоялась, потому что ни один журналист её не посетил.
26 ноября двое активистов лагеря под Верховной Радой Анатолий Виногородский и Леонид Литвиненко были задержаны за разбойное нападение в селе Бережинка на Кировоградщине.

### Декабрь 2017
Утром 5 декабря 2017 года работники Генпрокуратуры и Службы безопасности провели обыск в доме Саакашвили по улице Костельная в Киеве. После обыска Саакашвили задержали и пытались увезти в микроавтобусе. СБУ обнародовала информацию, что Саакашвили задержали в рамках уголовного производства, открытого по ч. 1 ст. 256 УК (содействие участникам преступных организаций и укрытие их преступной деятельности). В то же время сторонники политика оцепили микроавтобус и помешали его проезду, а позже освободили задержанного, таким образом помешав доставить его на допрос. В тот же день СБУ обнародовало переговоры между Северионом Дангадзе и доверенным лицом Сергея Курченко. Из них стало известно, что организация пересечения границы обошлась Саакашвили в 300 тысяч долларов США. В частности, деньги были потрачены на оплату работы «группы поддержки» (300—400 чел.), их транспортировку в границу, питание, аренда передвижной телевизионной техники для вещания через спутник (порядка $6000) и т. д.
Михеил Саакашвили отрицал эти обвинения во время выступления на митинге под ВРУ. Он назвал изложенные разговоры смонтированным ФСБ. После побега, вечером того же дня, он был объявлен в розыск Национальная полиция Украины Национальной полиции и Служба безопасности Украины СБУ по представлению Генеральная прокуратура Генпрокуратуры. Ему было предоставлено время в 24 часа, чтобы добровольно явиться на допрос, однако он этого не сделал.
Вечером 8 декабря 2017 стало известно, что согласно постановлению о розыске работники Национальной полиции обнаружили местонахождение М. Саакашвили и задержали его. Задержанный помещен в изолятор временного содержания СБУ. Планируются следственные действия и обращения в суд об избрании меры пресечения. В ночь с 8 на 9 декабря вблизи изолятора временного содержания, где содержался Михеил Саакашвили, прошла акция протеста участников Движения новых сил в защиту своего идейного лидера.
17 декабря участники акции совершили «Марш за импичмент». Во время марша Саакашвили выразил желание захватить Международный центр культуры и искусств с целью его дальнейшего использования в качестве штаба оппозиционного движения. При попытке захвата здания произошли столкновения активистов с военнослужащими, в результате которых пострадали 60 нацгвардейцев, 15 из них были госпитализированы.
18 декабря Саакашвили прибыл по вызову на допрос в Генеральную прокуратуру, однако использовал это для публичного выступления, сорвал саму процедуру и ушёл.
25 декабря 2017 года глава националистической организации С14 Евгений Карась чуть не избил главредактора интернет-издания «Страна.ua» — Игоря Гужву. Когда Гужва присоединился к акции протеста, Карась заявил ему, что тот защищал «титушек» во время Евромайдана и плюнул в него, посоветовав побыстрее убираться.
28 декабря в интервью Washington Times народный депутат от правящей партии Иванна Климпуш-Цинцадзе заявила, что протестное движение Саакашвили обеспечивает интересы Российской Федерации.
31 декабря 2017 Саакашвили заявил, что на украинском телеканале Zik, в новогоднюю ночь вместо традиционного поздравления Президента Украины появится поздравление Саакашвили. Однако телеканал отказался транслировать видео Михаила накануне боя курантов и показал приветствие Саакашвили уже с наступлением 2018 года.

### Январь 2018
31 января 2018 года генеральный прокурор Украины Юрий Луценко в интервью DW заявил, что Саакашвили получил более 200 тыс. $ из офиса Курченко на финансирование акции протеста в Киеве.

### Февраль 2018
4 февраля в столице состоялся возглавляемый Саакашвили «Марш за будущее». В нём приняли участие по разным оценкам от 2,5 до 10 тыс. человек. Данный протест сторонников Саакашвили и противников президента Порошенко был первым в 2018 году и со времени судебного решения 26 января о ночном домашнем аресте для лидера РНС. Марш прошёл от парка Шевченко улицей Владимирской до Михайловской площади, затем по улице Михайловской до Европейской площади, где под Украинским домом состоялся митинг.
12 февраля 2018 лидера «Движения новых сил» Михеила Саакашвили задержали в столичном ресторане Сулугуни, который находится на Музейном переулке. Позже представитель ГНСУ Олег Слободян сообщил, что военнослужащие Государственной пограничной службы совместно с представителями Миграционной службы и Национальной полиции довели до сведения политика решение компетентного органа о его выдворении из страны. По данным СМИ, политик улетел чартерным рейсом в Польшу около 16:00 по киевскому времени. Около 18:00 Польша приняла Саакашвили по процедуре реадмиссии как нарушителя украинской границы. Заявление о реадмиссии было подано миграционной службой Украины главнокомандующему пограничной охраной Польши и было принято на основании того, что Саакашвили является мужем гражданки государства-члена Европейского Союза. Информация о пребывании Саакашвили в Польше официально подтверждена в Пограничной службе Польши.
18 февраля в Киеве снова прошёл марш, организованный Рухом новых сил. Акция называлась «Марш за будущее! За отставку Порошенко!». Во время видеовключения из Амстердама на митинге в Киеве Саакашвили проанонсировал выдвижение кандидатур «от народа» в президенты Украины, в Раду и в правительство Украины.
27 февраля 2018 года произошли массовые столкновения сотрудников правоохранительных органов со сторонниками Саакашвили. Протестующие закидывали силовиков под Радой камнями. Тогда ранения и травмы получили 14 полицейских. Кроме того, активисты набросали шины под здание Рады.

### Март 2018
Утром 3 марта 2018 года палаточный городок под Верховной Радой был разогнан силами полиции. Во время штурма лагеря в нём находились от 70 до 100 человек, все были задержаны и доставлены в отделения полиции. Среди участников акции были ранены по меньшей мере 2 человека, один из которых получил черепно-мозговую травму. Раненые доставлены в больницу. В результате обысков в палаточном городке было обнаружено девять гранат РГД-5, пять дымовых мин и «коктейли Молотова». Возбуждено уголовное дело по статье «Угроза или насилие в отношении сотрудника правоохранительных органов».
18 марта в полдень в центре Киева состоялась последняя крупная акция протеста сторонников Саакашвили. На неё пришло около 1-1,5 тысячи человек. Протестующие держали в руках плакаты «Мы за новый закон о выборах», «Порошенко — это обнищание, бедность, эмиграция», перечеркнутые портреты Порошенко и президента России Владимира Путина. Вместе с тем на стенах ТРЦ «Глобус» возле Стеллы Независимости кто-то вывесил плакаты «Не продавай Украину за российские деньги» с перечеркнутыми портретами Путина, Сергея Курченко, Михеила Саакашвили, Виктора Медведчука и нардепа Надежды Савченко и «Судьбу Украины решать украинцам» с изображениями Путина и Саакашвили. Позже стало известно, что накануне поздно вечером 17 марта полиция задержала активистов «Руха новых сил», которые хотели установить сцену на Майдане Незалежности для проведения акции.

## Политические результаты протестов
17 октября спикер Парламента Андрей Парубий сообщил, что Венецианская комиссия рекомендовала отозвать с рассмотрения существующие законопроекты о создании Антикоррупционного суда, а также подать на рассмотрение законопроект Президента.
7 ноября в первом чтении был принят проект Избирательного кодекса, предусматривающий переход от смешанной избирательной системы к пропорциональной открытым спискам.

## Реакция
Президент Порошенко заявил, что протестующие создают дестабилизацию в Украине и что организаторам протестов нужна только кровь. Также он отметил, что накануне были сорваны попытки приобрести оружие, а СБУ и Нацполицией были найдены тайники, склады оружия и взрывчатки.
13 марта 2018 года Национальная полиция показала видеозапись, на которой народный депутат фракции «Самопомощь» Семен Семенченко выносит сумки из палаточного городка под ВР незадолго до его демонтажа 3 марта.
Реакция украинского общества оказалась пассивной, на акцию протеста пришло гораздо меньше людей, чем ожидали её организаторы. Опрошенные украинской службой BBC политологи считают, что основными причинами пассивности общества было отсутствие эмоционального толчка, присущего массовым акциям протеста в 2004 и 2013 годах и низкий уровень доверия населения к лидерам протестов. На протяжении акции протеста росло недовольство жителей столицы действиями протестующих. Главной причиной недовольства было размещение палаток на проезжей части, что значительно затрудняло движение по центральной части города.
Пресс-секретарь президента России Дмитрий Песков заявил, что ситуация «далека от стабильности» и отметил, что в Кремле следят за ходом протестов.
Журналист и политический обозреватель Виталий Портников назвал МихоМайдан проявлением привычного оппозиционного популизма и не считает возможным реальное воплощение лозунга «Улучшение жизни уже сегодня» за счет выполнения требований участников.